# عبد الكريم محمد مشعوف الأسلمي
عبد الكريم محمد مشعوف الأسلمي برلماني يمني، عضو في مجلس النواب، عن الدورة البرلمانية 2003-2009 والكتلة البرلمانية للمستقلين عن الدائرة الانتخابية رقم (250) بمحافظة حجة.

## فترة المجلس
باتفاق عرف بأسم «إتفاق فبراير» تمددت فترة المجلس لمدة عامين، وبقيام ثورة الشباب اليمنية لم تُجرَ الانتخابات، وبحسب إتفاق المبادرة الخليجية تمددت لمدة عامين آخرين حتى 2013 .